# Leo Schönenberger
Leo Schönenberger (* 15. Januar 1963 in Flawil, Kanton St. Gallen; † 1. Oktober 2019 in Thailand) war ein professioneller Schweizer Radrennfahrer. Er war von 1984 bis 1989 Profi.

## Karriere
Leo Schönenberger wurde bei den Junioren 1979 Dritter bei den Nationalen Strassenmeisterschaften. Ein Jahr später wurde er Zweiter. 1981 wurde er beim Sieg von Beat Schumacher Sechster bei den Weltmeisterschaften im Strassenrennen der Junioren in Grimma (Deutsche Demokratische Republik). 1983 wurde er beim Sieg von Heinz Imboden Dritter bei den Nationalen Strassenmeisterschaften der Amateure. Nachdem er 1984 die Meisterschaft von Zürich für Amateure gewonnen hatte, wurde Schönenberger Profi. So wurde er 1984 Dritter beim Gran Premio Industria e Commercio di Prato und beim Giro della Romagna. Ausserdem wurde er auf der 5. Etappe der Tour de Suisse 1984 Vierter und im Endklassement 47. 1985 gewann er die Kaistenberg-Rundfahrt und wurde Vierter beim Giro dell’Emilia sowie Fünfter bei der Lombardei-Rundfahrt. 1986 belegte er beim Giro della Romagna und bei der Kaistenberg-Rundfahrt jeweils die zweiten Plätze. Bei der Lombardei-Rundfahrt wurde er Vierter. 1987 wurde der Zehnter bei der Coppa Sabatini und der Lombardei-Rundfahrt. Seine beste Tour de Suisse fuhr er 1988. Nachdem er auf der 1. Etappe Zweiter und auf der 2. Etappe Dritter geworden war, trug Schönenberger für einen Tag das «Gelbe Trikot».
Nach seiner sportlichen Karriere arbeitete er als Tourenleiter bei einem schweizerischen Unternehmen in der Radtourismus-Branche in Thailand. Schönenberger verstarb am 1. Oktober 2019 im Alter von 56 Jahren.

## Erfolge
1985
- Kaistenberg-Rundfahrt

1988
- Grand Prix Kanton Zürich

## Monumente-des-Radsports-Platzierungen
| Monument            | 1984 | 1985 | 1986 | 1987 | 1988 | 1989 |
| ------------------- | ---- | ---- | ---- | ---- | ---- | ---- |
| Mailand–Sanremo     | –    | –    | 105  | 113  | –    | –    |
| Lombardei-Rundfahrt | –    | 5    | 4    | 10   | –    | 47   |